# Eulophia brevipetala
Eulophia brevipetala är en orkidéart som beskrevs av Robert Allen Rolfe. Eulophia brevipetala ingår i släktet Eulophia och familjen orkidéer. Inga underarter finns listade i Catalogue of Life.